# Barnevernet
Barnevernet sau Serviciul de Protecție a Copilului (în norvegiană: Barnevernet) este instituția națională de protecție a copilului în Norvegia, instituită prin Legea privind protecția copilului în anul 1992. Serviciul a fost creat „pentru a se asigura că tinerii și copiii care trăiesc în condiții care pot afecta sănătatea și dezvoltarea lor primesc ajutor și îngrijire la momentul potrivit" și „pentru a ajuta copiii și tinerii să aibă o copilărie în condiții de siguranță".

## Controverse
Oportunitatea deciziilor Barnevernet a fost criticată de-a lungul timpului, ele făcând subiectul unor plângeri și procese, în special pentru perioada cuprinsă între 1945 și 1980. Aproximativ 4.000 de foști copii crescuți în acest sistem au solicitat despăgubiri pentru neglijența sau abuzurile suportate în timp ce au trăit în îngrijirea Barnevernet, 2.637 dintre ei primind compensații estimate între circa 10.800 și 81.000 euro, valoarea totală a acestora ridicându-se la aproximativ 140 milioane de euro (până în 2010). 
Unii experți au apărat legitimitatea deciziilor și independența jurisdicțională ale Barnevernet, argumentând că elementele contencioase sunt exagerate în presă și manipulate politic în cercurile propagandistice populiste, mai ales în Europa de Est, unde protecția socială a copilului continuă să fie deficitară.  

## Vezi și
- Cazul Bodnariu